# Beth Ross
Beth Ross (6 de outubro de 1996) é uma remadora neozelandesa, medalhista olímpica.

## Carreira
Ross conquistou a medalha de prata nos Jogos Olímpicos de Verão de 2020 em Tóquio com a equipe da Nova Zelândia no oito com feminino, ao lado de Ella Greenslade, Emma Dyke, Lucy Spoors, Kelsey Bevan, Grace Prendergast, Kerri Gowler, Jackie Gowler e Caleb Shepherd, com o tempo de 6:00.04.